# Laccophilus fasciatus
Laccophilus fasciatus es una especie de escarabajo del género Laccophilus, familia Dytiscidae. Fue descrita científicamente por Aubé en 1838.
Mide 4.3-5.2 mm. Se encuentra en América Central y del Norte.

## Subespecies
- Laccophilus fasciatus fasciatus Aubé, 1838
- Laccophilus fasciatus rufus F. E. Melsheimer, 1844
- Laccophilus fasciatus terminalis Sharp, 1882